# Lamas de Olo
Lamas de Olo é uma povoação portuguesa do Município de Vila Real, integrada no Parque Natural do Alvão. Foi sede da extinta Freguesia de Lamas de Olo, freguesia que tinha 29,33 km² de área e 109 habitantes (2011). 
A Freguesia de Lamas de Olo foi extinta (agregada) pela reorganização administrativa de 2012/2013, tendo o seu território sido integrado na então criada União das Freguesias de Borbela e Lamas de Olo.
Além da sede, a Freguesia de Lamas de Olo englobava o lugar de Dornelas.

## População
| População da freguesia de Lamas de Olo (1801–2016)                                                                                          | População da freguesia de Lamas de Olo (1801–2016) | População da freguesia de Lamas de Olo (1801–2016) | População da freguesia de Lamas de Olo (1801–2016) | População da freguesia de Lamas de Olo (1801–2016) | População da freguesia de Lamas de Olo (1801–2016) | População da freguesia de Lamas de Olo (1801–2016) | População da freguesia de Lamas de Olo (1801–2016) | População da freguesia de Lamas de Olo (1801–2016) | População da freguesia de Lamas de Olo (1801–2016) | População da freguesia de Lamas de Olo (1801–2016) | População da freguesia de Lamas de Olo (1801–2016) | População da freguesia de Lamas de Olo (1801–2016) | População da freguesia de Lamas de Olo (1801–2016) | População da freguesia de Lamas de Olo (1801–2016) | População da freguesia de Lamas de Olo (1801–2016) | População da freguesia de Lamas de Olo (1801–2016) |
| 1801 | 1849                                               | 1864                                               | 1878                                               | 1890                                               | 1900                                               | 1911                                               | 1920                                               | 1930                                               | 1940                                               | 1950                                               | 1960                                               | 1970                                               | 1981                                               | 1991                                               | 2001                                               | 2011                                               |
| --- | -------------------------------------------------- | -------------------------------------------------- | -------------------------------------------------- | -------------------------------------------------- | -------------------------------------------------- | -------------------------------------------------- | -------------------------------------------------- | -------------------------------------------------- | -------------------------------------------------- | -------------------------------------------------- | -------------------------------------------------- | -------------------------------------------------- | -------------------------------------------------- | -------------------------------------------------- | -------------------------------------------------- | -------------------------------------------------- |
| 151 * | 178 *                                              | 251 **                                             | 257 **                                             | 275 **                                             | 270                                                | 291                                                | 268                                                | 296                                                | 319                                                | 384                                                | 379                                                | 343                                                | 303                                                | 302                                                | 177                                                | 109                                                |
| * Nesta data a freguesia pertencia ao (agora extinto) concelho de Ermelo ** Nesta data a freguesia pertencia ao concelho de Mondim de Basto |                                                    |                                                    |                                                    |                                                    |                                                    |                                                    |                                                    |                                                    |                                                    |                                                    |                                                    |                                                    |                                                    |                                                    |                                                    |                                                    |

| Distribuição da População por Grupos Etários em 2001 e 2011 | Distribuição da População por Grupos Etários em 2001 e 2011 | Distribuição da População por Grupos Etários em 2001 e 2011 | Distribuição da População por Grupos Etários em 2001 e 2011 | Distribuição da População por Grupos Etários em 2001 e 2011 | Distribuição da População por Grupos Etários em 2001 e 2011 | Distribuição da População por Grupos Etários em 2001 e 2011 | Distribuição da População por Grupos Etários em 2001 e 2011 | Distribuição da População por Grupos Etários em 2001 e 2011 | Distribuição da População por Grupos Etários em 2001 e 2011 |
| ----------------------------------------------------------- | ----------------------------------------------------------- | ----------------------------------------------------------- | ----------------------------------------------------------- | ----------------------------------------------------------- | ----------------------------------------------------------- | ----------------------------------------------------------- | ----------------------------------------------------------- | ----------------------------------------------------------- | ----------------------------------------------------------- |
| Idade                                                       | 0-14                                                        | 15-24                                                       | 25-64                                                       | > 65                                                        |                                                             | 0-14                                                        | 15-24                                                       | 25-64                                                       | > 65                                                        |
| 2001                                                        | 21                                                          | 29                                                          | 78                                                          | 49                                                          |                                                             | 11,9%                                                       | 16,4%                                                       | 44,1%                                                       | 27,7%                                                       |
| 2011                                                        | 8                                                           | 8                                                           | 52                                                          | 41                                                          |                                                             | 7,3%                                                        | 7,3%                                                        | 47,7%                                                       | 37,6%                                                       |

## História
Até 1834 Lamas de Olo constituía, com Ermelo, Fervença e Bilhó, um couto, pertença do Marquês de Marialva. As reformas administrativas do Liberalismo transformaram este couto em concelho (Ermelo), que seria extinto a 31 de Dezembro de 1853, data em Lamas de Olo que passou para o concelho de Mondim de Basto. A 26 de Setembro de 1895, a freguesia foi transferida para o concelho de Vila Real.
Na sequência da reorganização administrativa ditada pela Lei n.º 22/2012, o seu território foi anexado ao da vizinha freguesia de Borbela, passando o conjunto a designar-se oficialmente União das Freguesias de Borbela e Lamas de Olo. Assim, "Lamas de Olo" foi de facto extinta enquanto designação oficial de freguesia.